# Simulium banaticum
Simulium banaticum är en tvåvingeart som beskrevs av Dinulescu 1966. Simulium banaticum ingår i släktet Simulium och familjen knott.
Artens utbredningsområde är Rumänien. Inga underarter finns listade i Catalogue of Life.